# Doliops coriticoi
Doliops coriticoi – gatunek chrząszcza z rodziny kózkowatych i podrodziny zgrzypikowych (Lamiinae).
Gatunek ten został opisany w 2016 roku przez Analyna Anzano Cabrasa i Arvīdsa Barševskisa na podstawie pojedynczej samicy, odłowionej w 2015 roku na górze Kiamo. Epitet gatunkowy nadano na cześć botanika, Fulgenta Coritico.
Chrząszcz o ciele długości 13 mm i szerokości 6,4 mm, ubarwiony czarno ze wzorem z jasnożółtych i zielonych łusek obejmującym: podłużny pas między oczami, kropki na policzkach oraz kręgi na bokach przedplecza i pokrywach, w tym parę małych kręgów w nasadowej ich połowie. Czułki są smukłe, z brązowym i czarnym oskórkiem oraz białym, brązowym i czarnym owłosieniem. Przedplecze jest silnie wypukłe i prawie walcowate, delikatnie punktowane. Wypukłe pokrywy są grubo punktowane.
Owad endemiczny dla filipińskiej wyspy Mindanao, znany wyłącznie z prowincji Bukidnon.